# ゴールデンベースボールリーグ
ゴールデンベースボールリーグ（英: Golden Baseball League）は、アメリカ合衆国西部、カナダ、メキシコの10球団で構成されていたプロ野球独立リーグ。2005年から2010年にかけて、リーグ戦を行なっていた。

## 概要
2004年に設立され、2005年5月からリーグ戦を開始。
2005年4月に江本孟紀がバイス・コミッショナーに就任し、日本人のみのチームであったジャパン・サムライ・ベアーズを支援した（現在も同職についているかは不明）。
毎年、約30名前後を大リーグ球団の組織に輩出していた。
2011年、ノーザンリーグ、ユナイテッドリーグ・ベースボールと合併し、ノース・アメリカン・リーグとなった。

## リーグ構成球団

### リーグ解散時のチーム
| 地区   | チーム名                         | 英語表記               | 設立年 | 参加年 | 本拠地                                 | 備考                              |
| ------ | -------------------------------- | ---------------------- | ------ | ------ | -------------------------------------- | --------------------------------- |
| 北地区 | チコ・アウトローズ               | Chico Outlaws          | 2005   | 2005   | カリフォルニア州チコ                   | →ノース・アメリカン・リーグへ移籍 |
| 北地区 | セントジョージ・ロードランナーズ | St. George Roadrunners | 2007   | 2007   | ユタ州セントジョージ                   |                                   |
| 北地区 | エドモントン・キャピタルズ       | Edmonton Capitals      | 2005   | 2008   | アルバータ州エドモントン               | →ノース・アメリカン・リーグへ移籍 |
| 北地区 | カルガリー・ヴァイパーズ         | Calgary Vipers         | 2005   | 2008   | アルバータ州カルガリー                 | →ノース・アメリカン・リーグへ移籍 |
| 北地区 | ヴィクトリア・シールズ           | Victoria Seals         | 2009   | 2009   | ブリティッシュコロンビア州ヴィクトリア |                                   |
| 南地区 | オレンジカウンティ・フライヤーズ | Orange County Flyers   | 2005   | 2005   | カリフォルニア州フラートン             | 2005 - 2006は別名称               |
| 南地区 | ツーソン・トロズ                 | Tucson Toros           | 2005   | 2005   | アリゾナ州ツーソン                     | 2005 - 2008は別名称               |
| 南地区 | ユマ・スコーピオンズ             | Yuma Scorpions         | 2005   | 2005   | アリゾナ州ユマ                         | →ノース・アメリカン・リーグへ移籍 |
| 南地区 | ティフアナ・シマロンズ           | Tijuana Cimarrones     | 2005   | 2010   | バハ・カリフォルニア州ティフアナ       |                                   |
| 南地区 | マウイ・イカイカ                 | Na Koa Ikaika Maui     | 2010   | 2010   | ハワイ州マウイ島ワイルク               | →ノース・アメリカン・リーグへ移籍 |

### 過去に加盟していた球団
| チーム名                             | 英語表記                  | 設立年 | 参加年 | 脱退年 | 本拠地                       | 備考                                        |
| ------------------------------------ | ------------------------- | ------ | ------ | ------ | ---------------------------- | ------------------------------------------- |
| ジャパン・サムライ・ベアーズ         | Japan Samurai Bears       | 2005   | 2005   | 2005   | 本拠地無し                   | 日本人のみで構成されたチーム                |
| サプライズ・ファイティンファルコンズ | Surprise Fightin' Falcons | 2005   | 2005   | 2005   | アリゾナ州サプライズ         |                                             |
| サンディエゴ・サーフドーグス         | San Diego Surf Dawgs      | 2005   | 2005   | 2006   | カリフォルニア州サンディエゴ |                                             |
| フラートン・フライヤーズ             | Fullerton Flyers          | 2005   | 2005   | 2006   | カリフォルニア州フラートン   | →オレンジカウンティ・フライヤーズに名称変更 |
| ロングビーチ・アーマダ               | Long Beach Armada         | 2005   | 2005   | 2009   | カリフォルニア州ロングビーチ |                                             |
| メサ・マイナーズ                     | Mesa Miners               | 2005   | 2005   | 2005   | アリゾナ州メサ               | →リノ・シルバーソックスに名称変更           |
| リノ・シルバーソックス               | Reno Silver Sox           | 2005   | 2006   | 2008   | ネバダ州リノ                 | →ツーソン・トロズに名称変更                 |

## 日本人選手
投手
- 中垣大輔（ロングビーチ・ブレイカーズ※後のロングビーチ・アーマダ、2000 - 2001）
- 長坂秀樹（ジャパン・サムライ・ベアーズ、2005→チコ・アウトローズ、2006）
- 五十嵐貴章（ジャパン・サムライ・ベアーズ、2005）
- 南和彰（カルガリー・ヴァイパーズ、2007）
- マック鈴木（カルガリー・ヴァイパーズ、2008）
- 伊良部秀輝（ロングビーチ・アーマダ、2009）
- 三澤興一（ロングビーチ・アーマダ、2009)
- 吉田えり（チコ・アウトローズ、2010）
- 辻本賢人（マウイ・イカイカ、2010）

野手
- 青木智史（ジャパン・サムライ・ベアーズ、2005）
- 根鈴雄次（ジャパン・サムライ・ベアーズ、2005）
- 村西辰彦（ジャパン・サムライ・ベアーズ、2005）
- 河野和洋（ジャパン・サムライ・ベアーズ、2005）
- 佐々寿一（フラトン・フライヤーズ、2006）
- 國保陽平（ティフアナ・シマロンズ、2010）
- 近澤昌志（リノ・シルバーソックス、2006 - 2007）